# Bajo la red (serie de televisión)
Bajo la red es una webserie española, emitida en la plataforma en línea Playz de RTVE estrenada el 12 de septiembre de 2018.

## Sinopsis
Tomar una u otra decisión puede cambiarte la vida. Eso es lo que le ocurre a Irene, una joven que acepta formar parte de una cadena de favores. Al mando está El Conseguidor, un individuo con una máscara virtual dispuesto a conceder deseos a cambio de favores. 

## Elenco y personajes

### Principales
- María de Nati como Irene Velázquez
- Guillermo Campra como Joel Fernández
- Pol Monen como David Torres (primera temporada)
- Angy Fernández como Mireia
- Manuel Huedo como Nicolás «Kiu»
- Ana Jara como Anaís Abarrategui (segunda temporada)
- Michael Ronda como Gabriel (segunda temporada)
- Marina Puhkyr como Julia

### Secundarios
- Álvaro Mel como Joel (primera temporada)
- Pablo López Batallas como líder de la banda de música (primera temporada)
- Paco Marín como el padre de Irene (primera temporada)
- Cristina Gallego como Cristina (primera temporada)
- Nacho Marraco como Fernando (primera temporada)
- Fran Ropero como Nacho (primera temporada)
- Clara Alvarado como Rebeca Salgado
- Rodrigo Poisón como Arturo Abarrategui

## Episodios
| Temporada | Temporada | Episodios | Episodios | Emisión original         | Emisión original        |
| Temporada | Temporada | Episodios | Episodios | Primera emisión          | Última emisión          |
| --------- | --------- | --------- | --------- | ------------------------ | ----------------------- |
|           | 1         | 6         | 6         | 12 de septiembre de 2018 | 17 de octubre de 2018   |
|           | 2         | 8         | 8         | 18 de septiembre de 2019 | 13 de noviembre de 2019 |

### Primera temporada (2018)
| N.º en serie | N.º en temp. | Título       | Dirigido por   | Fecha de emisión original | Audiencia (millones) |
| ------------ | ------------ | ------------ | -------------- | ------------------------- | -------------------- |
| 1            | 1            | «Capítulo 1» | Alberto Utrera | 12 de septiembre de 2018  | —                    |
| 2            | 2            | «Capítulo 2» | Alberto Utrera | 19 de septiembre de 2018  | —                    |
| 3            | 3            | «Capítulo 3» | Alberto Utrera | 26 de septiembre de 2018  | —                    |
| 4            | 4            | «Capítulo 4» | Alberto Utrera | 3 de octubre de 2018      | —                    |
| 5            | 5            | «Capítulo 5» | Alberto Utrera | 10 de octubre de 2018     | —                    |
| 6            | 6            | «Capítulo 6» | Alberto Utrera | 17 de octubre de 2018     | —                    |

### Segunda temporada (2019)
| N.º (serie) | N.º (temp.) | Título        | Director(es)   | Fecha de emisión         | Audiencia |
| ----------- | ----------- | ------------- | -------------- | ------------------------ | --------- |
| 7           | 1           | «Capítulo 7»  | Cristina Gómez | 18 de septiembre de 2019 | —         |
| 8           | 2           | «Capítulo 8»  | Cristina Gómez | 25 de septiembre de 2019 | —         |
| 9           | 3           | «Capítulo 9»  | Cristina Gómez | 2 de octubre de 2019     | —         |
| 10          | 4           | «Capítulo 10» | Cristina Gómez | 9 de octubre de 2019     | —         |
| 11          | 5           | «Capítulo 11» | Cristina Gómez | 16 de octubre de 2019    | —         |
| 12          | 6           | «Capítulo 12» | Cristina Gómez | 23 de octubre de 2019    | —         |
| 13          | 7           | «Capítulo 13» | Cristina Gómez | 23 de octubre de 2019    | —         |
| 14          | 8           | «Capítulo 14» | Cristina Gómez | 13 de noviembre de 2019  | —         |